# Чан Хі Чжин
Чан Хі Чжин (кор. 장희진, англ. Chang Hee-jin, 5 вересня 1986) — американська плавчиня.
Учасниця Олімпійських Ігор 2000, 2008 років.